# Sebastosema
Sebastosema là một chi bướm đêm thuộc họ Geometridae.